# Westfield (Illinois)
Westfield è un villaggio degli Stati Uniti d'America, situato nello Stato dell'Illinois, nella contea di Clark.